# Elżbieta Bolek
Elżbieta Zofia Bolek (ur. 21 lipca 1956 w Jaworznie) – polska polityk i menedżer, posłanka na Sejm IV kadencji.

## Życiorys
Ukończyła w 1992 studia na Wydziale Pedagogiki Uniwersytetu Śląskiego (filia w Cieszynie). Od 1975 pracowała jako instruktor Biura Obsługi Ruchu Turystycznego PTTK Jaworzno, kierownik artystyczny zakładowego domu kultury, a pod koniec lat 90. kierownik domu wczasowego w Bukowinie Tatrzańskiej. Następnie została powołana na stanowisko zastępcy dyrektora ds. administracyjnych i marketingu szpitala miejskiego w Jaworznie.
Przez kilkanaście lat należała do Związku Socjalistycznej Młodzieży Polskiej. Była radną Miejskiej Rady Narodowej w Jaworznie, następnie radną miejską. W latach 2001–2005 sprawowała mandat posła na Sejm IV kadencji z ramienia Sojuszu Lewicy Demokratycznej, wybranego w okręgu sosnowieckim. W 2005 nie ubiegała się o reelekcję i wróciła do pracy w szpitalu. Kandydowała później kilkakrotnie w wyborach samorządowych na radną wojewódzką lub miejską.